# Зигмунт Теодорович
Зигмунт Мар’ян Теодор Теодорович  (пол. Zygmunt Marian Teodor Teodorowicz; 22 липня 1869, с. Корнів, зараз Городенківський район, Івано-Франківська область. — 1942, ?) — вірменин, фармацевт, орендар і власник аптек у Золочові та Станіславові, громадський діяч.

## Біографія
Зигмунт Теодорович народився 22 липня 1869 року в селі Корнів,  Городенківського повіту Коломиського адміністративного округу в багатодітній сім'ї (8 дітей). Батьки: Теодор Теодорович (1831, Солка - 16.05.1880, Підвисоке, тепер Снятинський район Івано-Франківської обл.) і Меланія Емілія Антоніна Аслан (1846, Товтри - 10.05.1919, Львів; похована в Станіславові). 15 серпня 1870 року був охрещений в костелі Святого Антонія в Чернелиці. Церемонія хрещення була доповнена вірменським обрядом. А 20 травня 1880 року підтверджена в костелі в Городенці.
1889 року Зигмунт завершив аптекарську практику у Станіславові. Працював в аптеці А. Бейла у Станіславові, а також в аптеках Ангела Хоронителя та Золотого Орла Й. Веворського у Львові. 1895 року Крайовий уряд Галіції і Лодомерії разом із великим князівством Краківським довірив Зигмунтові посаду помічника аптекаря крайового госпіталю у Львові. 1897 року завершив навчання на фармацевтичному відділі Львівського університету. Через два роки склав екзамен перед екзаменаційною комісією Східної Галичини.
З 1 квітня 1900 року до 31 березня 1906 року Зигмунт Теодорович орендував аптеку спадкоємців Мар’яна Заградніка в Золочові, згодом перейти до Станіславова, де він керував відомою аптекою Густава Адама (з 1 травня 1906 року по 1 травня 1912 року). Аптека ця знаходилась по вулиці Заболотовській навпроти костелу Єзуїтів. Також Зигмунт співпрацював із аптекою Мілоша у Львові.
19 листопада 1904 Зигмунт одружився із Ольгою Кіселевською, дочкою Теофіла Кіселевського та Мальвіни Павловської. Весілля відбулося у вірменській церкві в Бережанах. Пару благословив о. Йосиф Теофіл Теодорович, архієпископ Львова. Варто додати, що дід Зигмунта Пасхаліс і дід архієпископа Йосифа Теодоровича, Грегор були братами.
В шлюбі з Ольгою Кіселевською в 1906 році народилася дочка Стефанія Марія. Також з 1907 року за рішенням Станславівського повітового суду Зигмунт став опікуном неповнолітнього Тадеуша, сина хворого доктора Йосифа Пацини.
1910 року Зигмунт Теодорович подав заявку на отримання ліцензії на відкриття громадської аптеки в Перемишлі. Однак 18 квітня 1912 року отримав дозвіл на відкриття власної аптеки в Станіславові по вулиці Галицькій. Аптекою Зигмунт опікувався аж до початку 1930-х років. 1929 року аптеку було пограбовано. Невдовзі він її продав, а сам переїхав до Ворохти.
Помер Зигмунт Теодорович у 1942 році. Дата і місце смерті наразі невідомі.